# Liste der Monuments historiques in Flammerans
Die Liste der Monuments historiques in Flammerans führt die Monuments historiques in der französischen Gemeinde Flammerans auf.

## Liste der Immobilien
| Bezeichnung     | Beschreibung                                          | Standort            | Kennzeichnung | Schutzstatus | Datum | Bild |
| --------------- | ----------------------------------------------------- | ------------------- | ------------- | ------------ | ----- | ---- |
| Kirche St-Léger | 1780 bis 1784 erbaut, Architekt Pierre-Joseph Antoine | Rue du Sapin (Lage) | PA00112452    | Inscrit      | 1976  |      |

## Liste der Objekte
| Bezeichnung                  | Beschreibung                                                                       | Standort                      | Kennzeichnung | Schutzstatus | Datum | Bild |
| ---------------------------- | ---------------------------------------------------------------------------------- | ----------------------------- | ------------- | ------------ | ----- | ---- |
| Skulptur Madonna mit Kind    | Kalkstein, 15. Jahrhundert                                                         | in der Kirche St-Léger (Lage) | PM21001089    | Classé       | 1929  |      |
| Skulptur Heiliger Leodegar   | Kalkstein, 16. Jahrhundert                                                         | in der Kirche St-Léger (Lage) | PM21001090    | Classé       | 1929  |      |
| Glocke                       | Bronze, 1783 gegossen                                                              | in der Kirche St-Léger (Lage) | PM21001091    | Classé       | 1943  |      |
| Weihwasserbecken             | Gusseisen, 14. Jahrhundert                                                         | in der Kirche St-Léger (Lage) | PM21001092    | Classé       | 1964  |      |
| Skulptur Heiliger Hieronymus | Kalkstein, 16. Jahrhundert                                                         | in der Kirche St-Léger (Lage) | PM21001093    | Classé       | 1975  |      |
| Hauptaltar                   | Holz, farbig gefasst, zwischen 1780 und 1784                                       | in der Kirche St-Léger (Lage) | PM21001094    | Classé       | 1975  |      |
| Kanzel                       | Holz, teilweise vergoldet, 1783                                                    | in der Kirche St-Léger (Lage) | PM21001095    | Classé       | 1975  |      |
| Marienaltar                  | linker Seitenaltar; Holz, farbig gefasst und vergoldet, Ende des 18. Jahrhunderts  | in der Kirche St-Léger (Lage) | PM21003424    | Inscrit      | 1973  |      |
| Johannes-der-Täufer-Altar    | rechter Seitenaltar; Holz, farbig gefasst und vergoldet, Ende des 18. Jahrhunderts | in der Kirche St-Léger (Lage) | PM21003425    | Inscrit      | 1973  |      |
| Beichtstuhl                  | Holz, bezeichnet 1783                                                              | in der Kirche St-Léger (Lage) | PM21003426    | Inscrit      | 1973  |      |
| Skulptur Johannes der Täufer | Stein, 16. Jahrhundert                                                             | in der Kirche St-Léger (Lage) | PM21003427    | Inscrit      | 1973  |      |